# Stina Blackstenius
Emma Stina Blackstenius (født 5. februar 1996) er en svensk fodboldspiller, der spiller som angriber for engelske Arsenal i FA Women's Super League  og Sveriges kvindefodboldlandshold.